# 渡辺渡 (陸軍軍人)
渡辺 渡（わたなべ わたる、1896年（明治29年）12月26日 - 1969年（昭和44年）12月7日）は、日本の陸軍軍人。最終階級は陸軍少将。

## 経歴
岡山県出身。大阪陸軍地方幼年学校、中央幼年学校を経て、1918年（大正7年）5月、陸軍士官学校（30期）を卒業。同年12月、歩兵少尉に任官し歩兵第62連隊付となる。1927年（昭和2年）12月、陸軍大学校（39期）を卒業し、歩兵第12連隊中隊長に就任。
1929年（昭和4年）4月、参謀本部付勤務となり、参謀本部員、第2師団参謀、混成第24旅団参謀、参謀本部付（支那駐在員、北京・張家口・九江）などを経て、1933年（昭和8年）8月、歩兵少佐に昇進。1934年（昭和9年）3月、第9師団参謀に就任し、関東軍司令部付（ハルビン特務機関）に転じ、1937年（昭和12年）8月、歩兵中佐に進級。
1937年10月、北支那方面軍特務部付となり、北京特務機関長、済南特務機関長を歴任し、1939年（昭和14年）3月、歩兵大佐に昇進し興亜院華北連絡部政務局長に就任。1940年（昭和15年）9月、参謀本部付として総力戦研究所員となった。
1941年（昭和16年）11月、第25軍軍政部付に発令され太平洋戦争を迎えた。マレー作戦、シンガポールの戦いに参加。1942年（昭和17年）4月、第25軍参謀副長兼軍政部長となり、同軍軍政監部総務部長兼参謀副長を経て、1943年（昭和18年）3月、陸軍少将に進み陸軍歩兵学校付となる。同年5月、企画院第1部長に就任。軍需省総動員局監理部長を経て、1944年（昭和19年）11月、独立混成第2旅団長に転じ張家口に駐屯。北支那方面軍参謀副長として終戦を迎え、その後、同方面軍渉外部長に就任。1946年（昭和21年）8月に復員。
1948年（昭和23年）1月31日、公職追放仮指定を受けた。

## 栄典
- 1915年（大正4年）11月10日 - 大礼記念章[6]